# Rotate
Rotate è un singolo della cantante statunitense Becky G pubblicato il 22 febbraio 2021, utilizzato per la campagna pubblicitaria americana della Pepsi.

## Tracce
Testi e musiche di Jenée Bennett, Elena Rose, Nate Campany, Pierre-Antoine Melki, Damini Ebunoluwa Ogulu, Raphaël Jurdin, Stephen McGregor, Becky G.
1. Rotate – 3:21